# Zhu (cognom)
Zhu és la romanització pinyin de quatre cognoms xinesos: 朱, 祝, 竺, i 諸. És pronunciat Chu en el sistema de romanització Wade-Giles principalment emprat a Taiwan.
El més comú dels quatre, 朱, va ser el cognom dels emperador de la Dinastia Ming. Avui és el tretzè cognom més comú a la República Popular de al Xina, amb una població de més de deu milions de persones.